# Leprolochus stratus
Leprolochus stratus là một loài nhện trong họ Zodariidae.
Loài này thuộc chi Leprolochus. Leprolochus stratus được Rudy Jocqué & Norman I. Platnick miêu tả năm 1990.